# سید حسین بدلا
سید حسین بدلا، فقیه و اصولی شیعه در سال ۱۲۸۶ خورشیدی برابر با ۱۳۲۶ (قمری) در قم به دنیا آمد.

## تحصیلات
در سال ۱۳۴۱ (قمری) از تهران برای تحصیل به قم آمد. ابتدا در مدرسه رضویه مشغول به تحصیل شد. مقدمات و سطح را از میرزا علی حکمی، سید مهدی کشفی، ابوالقاسم قمی و درس خارج را از عبدالکریم حائری یزدی فرا گرفت. وی در درس سید محمدتقی خوانساری وسید حسین طباطبایی بروجردی نیز شرکت کرد.

## مجله همایون
در مهرماه سال ۱۳۱۳ خ با کمک  محمد همایون پور  و علی‌اکبر حکمی‌زاده مجله همایون را در قم  منتشر کردند.

## آثار
- رساله‌ای در اقتصاد اسلامی
- دعا، شرایط و موانع آن
- فهرستی بر اصول و فروع کافی
- کشف اسرار و زمینه پیدایش آن

## درگذشت
وی در شب ۱۶ شهریور ۱۳۸۲ برابر با ۹ رجب ۱۴۲۴ در ۹۶ سالگی درگذشت و در حرم فاطمه معصومه به خاک سپرده شد.

## منبع
- شبکه اطلاع‌رسانی اجتهاد[پیوند مرده]
- وبگاه تبیان
- وبگاه افق حوزه[پیوند مرده]